# Luisa Guidotti Mistrali
(Oscar Luigi Scalfaro)
Luisa Guidotti Mistrali (Parma, 17 maggio 1932 – Zimbabwe, 6 luglio 1979) è stata un medico e missionaria italiana, appartenente all'Associazione Femminile Medico-Missionaria (AFMM), oggi nota come Associazione Sanitaria Internazionale.
Nel 1983 le è stato intitolato l'Ospedale "All Souls", nello Zimbabwe, dove ha prestato servizio durante l'aspro conflitto politico e sociale per l'indipendenza della Rhodesia.
Il 23 novembre 2013 si è conclusa la fase diocesana del processo di beatificazione. Il 17 dicembre 2022 è stata dichiarata venerabile da papa Francesco.

## Biografia

### Famiglia e formazione
Luisa Guidotti Mistrali nacque a Parma il 17 maggio 1932, primogenita di tre fratelli, dalla nobile parmigiana Anna dei baroni Mistrali e dal patrizio modenese Camillo Guidotti, ingegnere capo presso l'ufficio tecnico erariale. Trascorse la sua infanzia tra Fabbrico e Cogolonchio, frazione di Fidenza, fino al 1947, anno della morte improvvisa della madre per leucemia e del successivo trasferimento della famiglia a Modena, ove la zia materna si prese cura dei nipoti. Una volta cresciuti la zia li adottò anche, cosicché essi aggiunsero al loro cognome quello suo, che era stato anche della madre.
La sua formazione spirituale ebbe inizio all'interno dell'Azione Cattolica della parrocchia di San Domenico di Modena, frequentata per nove anni, nella quale rivestì l'incarico di dirigente della Gioventù Femminile e divenne membro del Consiglio diocesano.

Conseguito il diploma di maturità scientifica, decise d'iscriversi alla facoltà di Medicina dell'Università di Modena, nonostante le pressioni del padre, che desiderava intraprendesse lo studio della Matematica. 
 Affascinata dall'Associazione Femminile Medico-Missionaria (AFMM), istituita da Adele Pignatelli con il sostegno di mons. Giovanni Battista Montini, futuro papa Paolo VI, nel maggio 1960, conclusi gli studi a Modena, inviò alla fondatrice la richiesta, subito accolta, di essere ammessa come membro ausiliare. Decisa a completare al più presto la sua formazione professionale, al fine di intraprendere l'attività missionaria, frequentò il reparto di Medicina dell'Ospedale Santo Spirito a Roma, contemporaneamente ai suoi studi per la specializzazione in radiologia, che conseguì il 12 dicembre 1962.
Il 1º agosto 1966, ricevette il crocifisso del missionario dall'arcivescovo di Modena mons. Giuseppe Amici.

### L'inizio dell'opera missionaria
Martedì 9 agosto 1966, prima di completare la sua formazione a Roma, la Guidotti, ricevuta precedentemente in udienza da Paolo VI (eletto il 21 giugno 1963), partì per Chirundu. La costruzione di un ospedale in questa località, nei pressi del fiume Zambesi (in Rhodesia), era stata stabilita nel 1962 dal cardinale Montini, il quale si era personalmente rivolto alla AFMM affinché v'intraprendesse una missione. Scriveva la Guidotti:
 La permanenza nell'ospedale di Chirundu (in seguito intitolato a Paolo VI), da lei definita la sua "luna di miele", era destinata a concludersi presto: nel febbraio 1967 ella partì alla volta dell'Harare Central Hospital, il grande ospedale africano di Salisbury, capitale dello Zimbabwe, oggi nota con il nome di Harare. Tale inatteso cambiamento era dovuto alle controverse vicende politiche rhodesiane del tempo: nel novembre 1965 il governo bianco della Rhodesia aveva dichiarato unilateralmente l'indipendenza dalla sovranità britannica, i cui tentativi diplomatici,  di far riconoscere alla Rhodesia una più equa rappresentanza politica, per la maggioranza nera, erano risultati vani; a tale decisione conseguì inevitabilmente lo smantellamento dell'ospedale di Chirundu, situato in un' "area calda", al confine con lo Zambia.
Luisa Guidotti tornò in Italia nel luglio 1967 e il 12 settembre, nel monastero benedettino di Metten, in Germania, divenne membro effettivo dell'Associazione.
Nel febbraio 1969, dopo due anni trascorsi a Salisbury, si trasferì presso l'ospedale Regina Coeli Mission, a Nyamaropa, al confine con il Mozambico. Riguardo alla sua attività missionaria in quegli anni, padre Luke Mc Cabe, un medico dell'ospedale, scrisse:

### La missione di All Souls
Ai primi di dicembre 1969 raggiunse All Souls Mission (fondato nel 1931 da missionari gesuiti), 100 miglia a Nord-est di Harare:
 Grazie al suo impegno e al supporto degli amici italiani, nel 1971, l'ospedale fu in grado di accogliere 5600 malati. L'attività di Luisa Guidotti si svolse in quegli anni tra l'ospedale ed il lebbrosario di Mtemwa, vicino a Mutoko, dove si occupava dei malati (che definiva suoi amici), con l'ausilio del guardiano John Randall Bradburne, pellegrino pronipote di Lord Baden-Powell.

Padre David Gibs, cappellano di All Souls a partire dal 1975, scrisse:
Nel 1975, tornata per un breve periodo in Italia, Luisa Guidotti rese definitivo il suo impegno nell'Associazione.

### La lotta d'indipendenza e la prigionia di Luisa Guidotti
Intanto il conflitto politico e sociale rhodesiano s'inaspriva a tal punto da sfociare in guerriglie armate. Giovedì 24 giugno, il giovane Antony Nodo, rimasto ferito durante uno dei consueti scontri a fuoco nei pressi della Missione, chiese soccorso in ospedale, ove la Guidotti, dopo un'accurata diagnosi, ne organizzò il trasferimento all'ospedale governativo. Questa decisione fu la causa del suo arresto (28 giugno), con l'accusa di aver prestato aiuto a un presunto terrorista. Subito in sua difesa si mossero il Vaticano, la Croce Rossa, l'Ordine dei Medici: la vicenda assunse rilevanza internazionale. Il 2 luglio, grazie alla difesa dell'avvocato Nicholas McNally, contattato dal Vicario della diocesi, Luisa Guidotti riuscì a ottenere la libertà vigilata; il 24 agosto, finalmente, l'accusa venne ritirata ed ella poté tornare ad occuparsi dei malati di All Souls. Nonostante i numerosi tentativi di Adele Pignatelli di farla tornare in Italia, data la sua situazione delicata nello Zimbabwe, ella insisteva caparbiamente a rimanere, per prendersi cura della "sua gente".
Nel frattempo la situazione degenerò rapidamente: il 6 febbraio 1977 sette missionari vennero uccisi a colpi di fucile nei pressi di Mutoko; il 13 maggio l'ospedale venne gravemente danneggiato durante un conflitto a fuoco, ma la Guidotti non abbandonò la sua missione, nonostante la condizione di pericolo per la sua vita e le continue pressioni delle forze dell'ordine, le quali disapprovavano apertamente il suo operato e la sollecitavano con intimidazioni e continui ammonimenti a denunciare eventuali terroristi.
Nel 1978 la dottoressa curò la grave crisi ipertensiva della madre di Robert Mugabe, poi presidente dello Zimbabwe dal 1987 al 2017, ai tempi etichettato come comunista estremista a capo dei guerriglieri.

### L'ultimo viaggio
Il 6 luglio 1979, all'alba, accompagnò sulla sua Land-Rover una partoriente, diretta all'ospedale di Nyadiri. Alla richiesta del segretario dell'ospedale di All Souls, Victor Kuona, di portare con sé un'infermiera, ella rispose:
Sulla strada del ritorno, nei pressi di Lot, verso le dieci del mattino, Luisa Guidotti perse la vita, a causa di quattro colpi d'arma da fuoco sparati da due soldati a un posto di blocco. Le circostanze della sua morte restano tuttora avvolte nel mistero: molte versioni contraddittorie e molte incongruenze rendono difficile ricostruire la realtà dei fatti. 

Qualche tempo prima, in una lettera indirizzata ad Adele Pignatelli, aveva scritto:
Il 12 luglio del 1979 la messa di requiem venne celebrata nella cattedrale cattolica di Salisbury dall'arcivescovo mons. Patrick Chakaipa. In questa occasione, un rappresentante del governo italiano scoprì una lapide su cui era scritto: “Nessuno ha un amore più grande di questo: dare la vita per i propri amici” (Gv 15,13).

### Una morte misteriosa
La morte di Luisa Guidotti avvenne lo stesso giorno di quella della sua guida spirituale: il martire san Tommaso Moro. Qualche tempo prima, la Guidotti, rimasta profondamente colpita dalla vita di san Tommaso, aveva confessato a padre Dove di sentirsi molto vicina a lui: «Penso che sia stato un uomo molto solo. Trovo una grande forza meditando le sue ultime parole». Le circostanze della sua morte appaiono tutt'oggi avvolte nel mistero: uno dei soldati che le sparò è in attesa di giudizio per falsa testimonianza. Secondo il documento ufficiale della polizia, la Land-Rover sulla quale viaggiava Luisa Guidotti non era stata riconosciuta nonostante il veicolo presentasse su ogni lato una croce di notevoli dimensioni e la scritta "All Souls Mission Hospital", oltre alla consueta "Ambulanza".
Dopo essersi fermata per volontà della pattuglia, ella ripartì senza fare alcuna segnalazione: questa la motivazione per la quale il comandante diede ordine di sparare.
Infine, l'ultima ambiguità riguarda le cure mediche di cui la Guidotti, a sparatoria avvenuta, necessitava: secondo il documento ufficiale della polizia, «Il comandante, avendo ricevuto un buon addestramento anche in campo infermieristico, iniziò a mettere in atto i primi soccorsi: le cure prestate sembrano essere state corrette e adeguate. […] Egli riuscì a inserire con qualche difficoltà una flebo, dopo aver applicato una fasciatura emostatica». Tuttavia, il dottor Gillmurray, della commissione Iustitia et Pax, che esaminò la salma due giorni dopo, affermò che mancavano sia un segno di laccio sopra il ginocchio, sia tracce di applicazione di flebo. È invece noto che la polizia non gradisse la presenza di Luisa Guidotti in Rhodesia e che l'avesse minacciata più volte.
 Lo stesso Mugabe affermò: «Quelli che l'hanno uccisa sapevano chi c'era in quell'ambulanza, e hanno sparato intenzionalmente! […] Aiutava gli ammalati, aiutava i nostri ragazzi e questo non piaceva!»

## Il processo di beatificazione
A partire dal 23 ottobre 1988, per volere dell'arcivescovo Santo Bartolomeo Quadri, le sue spoglie riposano nel Duomo di Modena.
Il processo di beatificazione di Luisa Guidotti, iniziato il 20 ottobre 1996 a Modena, su richiesta dell'arcidiocesi di Harare, ha concluso la fase diocesana nella chiesa di San Domenico a Modena il 23 novembre 2013 alla presenza dell'arcivescovo Antonio Lanfranchi. Il 17 dicembre 2022 papa Francesco ha riconosciuto le virtù eroiche della serva di Dio, dichiarandola venerabile.

## Alcune testimonianze
«La sua ambulanza si riconosceva da lontano perché si sentivano i malati cantare» viene ricordato nelle piccole pubblicazioni che raccontano la storia della "dottoressa sorridente", come la chiamavano all’epoca.
Il celebre professor Michael Gelfand stimava profondamente Luisa Guidotti, tanto come medica quanto come persona.
Scrisse su una rivista medica: «Luisa insomma era un medico diligente e attento; forse di più: un medico sapiente, di quella sapienza che nasce contemporaneamente dalla mente e dal cuore, e che si fonda non sulla ricerca di gloria umana o sulla sete di danaro, ma sulla solidarietà e sull'amore.».
Interessante ricordare anche la sua accorata riflessione sulla sua morte: «L'umanità con la morte di Luisa ha subito una grande perdita, ma ha acquistato un altro esempio di quella santità che conduce a donare la vita per gli altri.».
Mons. Santo Bartolomeo Quadri scrisse: «Competenza medica, coraggio, dedizione totale agli altri, come shona con gli shona (cioè dentro il popolo per il quale lavorava), sono espressioni forti, vivaci e serene del suo amore a Gesù. [...] È pronta ad affrontare pericoli gravi per amore a Gesù e ai malati, così come avvenne quando affrontò un viaggio rischioso, il viaggio del martirio, per portare una malata a un ospedale più attrezzato.».
Quattro anni dopo la morte di Luisa Guidotti, il 31 luglio 1983, il presidente dello Zimbabwe, Robert Mugabe, si recò ad All Souls Mission per commemorarla e tenne questo discorso: «Quando ho ricevuto la notizia della sua morte sono rimasto profondamente addolorato perché ero a conoscenza di quanto stava facendo per i nostri ragazzi. [...] Il suo esempio non sarà dimenticato! Oggi il Vangelo parla del Buon Pastore che dà vita per le sue pecore. Luisa è stata uno dei Buoni Pastori che nella zona di Mutoko hanno dato la vita perché tutti nello Zimbabwe potessero raggiungere la libertà, la pace e la gioia. [...] Lei bianca, è venuta ad abitare fra noi; non apparteneva al nostro popolo, ma si è identificata con noi e si è sacrificata per noi! Sapeva che in Dio non ci sono differenze di colore e credeva fermamente in questo, nonostante la discriminazione esercitata dai bianchi come lei. L'insegnamento che possiamo trarre è quello dell'amore, di un amore più grande della morte, unica via che conduce all'unità e alla pace.»
Giovanni Paolo II riconobbe pubblicamente la grande importanza dell'opera della Guidotti: «Invito pertanto i credenti a camminare decisamente sulla strada della solidarietà, offrendo all'impegno comune il sostegno di quei valori spirituali che danno pieno significato all'esistenza. Di tali valori non sono mancati i testimoni in questa vostra città. Basti qui ricordare il nome della dottoressa Luisa Guidotti, che ha esercitato, fino al sacrificio supremo, il servizio medico volontario nello Zimbabwe».